# Bathylaimus parafilicaudatus
Bathylaimus parafilicaudatus is een rondwormensoort uit de familie van de Tripyloididae. De wetenschappelijke naam van de soort is voor het eerst geldig gepubliceerd in 1935 door Allgén.